# Jucika
Jucika è un personaggio dei fumetti ungherese, creata da Pál Pusztai, che grazie alla sua satira verso il sessismo, divenne popolare in patria durante il socialismo.
I fumetti di Jucika furono inizialmente pubblicati sulla rivista Érdekes Újsag, e successivamente su Lúdas Matyi, con un totale di 500 strisce. Nove di queste furono pubblicate sulla rivista della Germania dell'Est Frei Welt. La serie venne pubblicata anche in Canada con il nome "Judy", mentre nel 2003, è stata pubblicata una raccolta in Cina.
Il personaggio è stato riportato in auge grazie ai social media come Twitter e Tumblr, verso la fine del 2019.

## Caratterizzazione del personaggio
Jucika è un'affascinante e formosa ragazza ventenne dai capelli neri, lunghi occhi a mandorla e spesso vestita con abiti succinti. Molti dei fumetti, tipicamente a tre vignette, la vedono intenta a sfruttare la sua bellezza per sedurre gli uomini e ottenere ciò che vuole, anche se in certi casi si ritrova involontariamente circondata dall'attenzione dei maschi. Tuttavia alcune storie si concentrano più sulle situazioni comiche ed erotiche che la coinvolgono, svolgendo una varietà di lavori, il che costituisce una varietà di argomenti. La serie è priva di dialoghi e si basa sull'umorismo visivo e sulle gag. Nel cinquantesimo fumetto la stessa Jucika iniziò finalmente a "parlare" e a raccontare ai lettori della sua vita.

## Storia editoriale
Jucika, fu introdotta nel 1957, diventando ben presto un fenomeno di culto nell'Ungheria degli anni '50 e '60, una figura particolarmente apprezzata dal suo fumettista e dalle riviste. Jucika è apparsa anche in alcuni calendari pubblicati da Budaprint, mentre nel 1964, venne interpretata dall'attrice Gabi Magda in uno show di varietà televisivo, e apparve anche in una pubblicità per promuovere un'azienda di abbigliamento.
Nel 1959, Érdekes Újság si fuse con la rivista Ország-Világ, così i diritti della serie passarono al giornale satirico umoristico Lúdas Matyi.
L'ultima avventura autografata venne pubblicata il 10 settembre del 1970, in cui Jucika lavorava come assistente di volo. L'allora cinquantunenne Pál Pusztai morì il giorno dopo a causa di un arresto cardiaco, durante un viaggio a Dubrovnik. L'ultima striscia comica (Jucika e il mercato dei meloni), ritrovata sul posto di lavoro di Pusztai, venne pubblicata nel numero di Lúdas Matyi del 3 dicembre 1970, insieme ad un paio di altri disegni dell'artista, privi di firma.

## Popolarità recente
Sebbene durante la vita di Pusztai la serie fosse poco conosciuta al di fuori dell'Ungheria, il personaggio è stato riscoperto in tempi recenti. Nel 2019, Jucika ebbe una rinascita di popolarità sui social media come Twitter e Tumblr, dove le persone hanno iniziato a condividere i suoi fumetti e a mostrare interesse per il personaggio, realizzando fan art e fumetti fan made.